# Benoît Platéus
Benoit Platéus est un artiste belge né en 1972 à Chênée. Il vit et travaille à Bruxelles.

## Œuvre
Benoit Platéus exploite un large registre de pratiques (photographie, vidéo, dessin ou sculpture) basées sur l'observation de la réalité en tant que processus expérimental. Fasciné par l'ambiguïté de notre environnement quotidien, il en souligne l'étrangeté par des traitements graphiques surprenants, basés notamment sur le contenu résiduel d'images d'origines très diverses, traitées par photographie, photocopie, dessin ou découpe.
Lauréat du Prix de la Jeune Peinture Belge (2003), nommé pour le Prix Ariane de Rothschild (2008), Benoit Platéus a obtenu en 2008 une bourse CERA dans le cadre du programme "Partners in Art". 
Ses œuvres figurent parmi d'importantes collections.
Benoit Platéus est représenté par la galerie Baronian-Francey à Bruxelles.

## Expositions
Expositions personnelles (sélection)
- 2008 : Galerie Baronian_Francey (Bruxelles, B).
- 2007 : Galerie Aline Vidal (Paris, F).
- 2006 : Iconoscope (Montpellier), Kunst Nu (Musée municipal d'art actuel de Gand, Galerie Aline Vidal, Paris.
- 2004 : La Chapelle du Genêteil (Château-Gonthier, F), Galerie Baronian_Francey (Bruxelles, B).

Expositions collectives (sélection)
- 2008 : Prix Ariane de Rothschild (Tours et Taxis, Bruxelles, B), Un-scene (Wiels, Bruxelles, B), "Face it !" (Galerie Aliceday, Bruxelles, B).
- 2007 : Urban connections (Centre d'art de Chamarande, F), Multi/Plier (Galerie des Filles du Calvaire, Bruxelles, B), East International 2007 (Norwich Gallery, Norwich, UK).
- 2006 : Images Publiques (Liège, B), Chers Amis (Domaine de Kerguéhennec, F), Wunderkammer (Musée d'Ansembourg, Liège, B).